# ريكو ريكس
ريكو ريكس (بالألمانية: Rico Rex)‏ هو متزلج فني ألماني، ولد في 5 أكتوبر 1976 في كيمنتس في ألمانيا.

## وصلات خارجية
- ريكو ريكس على موقع الاتحاد الدولي للتزلج (الإنجليزية)
- ريكو ريكس على موقع أوليمبيديا (الإنجليزية)